# Jack Kayil
Jack Kayil (* 27. Januar 2006 in Berlin) ist ein deutscher Basketballspieler.

## Werdegang

### Vereinskarriere
Kayil spielte im Nachwuchs des Berliner Vereins TuS Neukölln, ehe er in die Jugendabteilung von Alba Berlin wechselte. Im Erwachsenenbereich bestritt er im Spieljahr 2022/23 für Alba Berlins zweite Herrenmannschaft (2. Regionalliga) 20 Einsätze (12,3 Punkte je Begegnung). Mit der Jugendmannschaft des Vereins gewann Kayil 2023 den deutschen U19-Meistertitel und wurde als bester Liganeuling der Nachwuchs-Basketball-Bundesliga ausgezeichnet.
Im Juli 2023 gab der SC Rasta Vechta Kayils Verpflichtung bekannt, um zunächst weiterhin der Jugend sowie in Vechtas zweiter Herrenmannschaft in der 2. Bundesliga ProA eingesetzt zu werden. Im August 2023 weilte Kayil bei der vom Weltverband FIBA und der NBA abgehaltenen Sichtungsveranstaltung Basketball Without Borders. Mit der Spielgemeinschaft Quakenbrück/Vechta gewann er im Mai 2024 die deutsche U19-Meisterschaft, Kayil wurde als bester Spieler des Finalturniers ausgezeichnet.
Er verließ Vechta nach dem Ende der Spielzeit 2023/24 und wechselte zu KK Mega Basket nach Serbien. In der Adriatischen Basketballliga erzielte Kayil während der Saison 2024/25 in 18 Einsätzen im Durchschnitt 7,7 Punkte. 2025 kehrte er zu Alba Berlin zurück.

### Nationalmannschaft
Kayil nahm 2022 an der B-Europameisterschaft der Altersklasse U16 teil und gewann mit der deutschen Mannschaft dieses Turnier. Im Sommer 2023 trat er mit der deutschen Auswahl bei der U18-EM an, trug mit durchschnittlich 10 Punkten je Begegnung zum Gewinn der Bronzemedaille bei. Im August 2024 wurde er mit der U18-Nationalmannschaft im finnischen Tampere Europameister.
Im November 2024 berief ihn Bundestrainer Álex Mumbrú erstmals in die A-Nationalmannschaft und verschaffte ihm seinen Einstand in der EM-Qualifikation gegen Schweden. Bei der U19-Weltmeisterschaft 2025 kam Kayil mit der deutschen Auswahl ins Endspiel, das jedoch gegen die Mannschaft der Vereinigten Staaten verloren wurde. Kayil erzielte im Mittel 10,8 Punkte und 6,8 Korbvorlagen je Turnierspiel.

## Erfolge und Auszeichnungen

### Als Nationalspieler
- Goldmedaille bei der U18-Europameisterschaft 2024
- Goldmedaille bei der U16-B-Europameisterschaft 2022
- Bronzemedaille bei der U18-Europameisterschaft 2023
- Bronzemedaille bei dem Albert-Schweitzer-Turniers 2024

### Als Vereinsspieler
- Deutscher U19-Meister: 2023, 2024

### Auszeichnungen
- NBBL-Top 4 MVP: 2024
- All-Tournament Team beim Euroleague Adidas Next Generation Tournament Final Eight 2024